# Misión de San José de Tumacácori
La misión de San José de Tumacácori (en o'odham: Cemagĭ Gakolig), ubicada cerca de Nogales (Arizona), es una histórica misión española conservada en su forma actual por los franciscanos desde 1828. Fue fundada por el padre Eusebio Francisco Kino en 1691. Es considerada un Hito Histórico Nacional de Estados Unidos y es una de las misiones españolas en Arizona.

## Toponimia
El significado del nombre Tumacácori es desconocido; sin embargo, hay algunas cosas que se conocen sobre la palabra. Es la versión de la palabra o palabras del idioma o'odham que fueron las que los residentes de pima le dijeron al padre Kino que llamaban a este lugar cuando llegó (aunque los sacerdotes intentaron grabarlo, pero no sabemos qué era en realidad lo que estaban tratando de decirle). 

## Historia
La Misión de San Cayetano del Tumacácori fue establecida por los jesuitas en enero de 1691 en un lugar cercano a un asentamiento del subgrupo pima de los sobaipuri en el lado este del río Santa Cruz. Esto lo hace la misión más antigua conservada en lo que actualmente se conoce como Arizona, fundada un día antes que la de Guevavi. Los servicios religiosos se llevaron a cabo en una pequeña estructura de adobe construida por los habitantes del pueblo.
Después de la rebelión pima de 1751, la misión fue abandonada por un tiempo. Sin embargo se restableció el pueblo en 1752 y en 1753 se inició la construcción de la iglesia de la Misión San José de Tumacácori en el sitio actual en el lado oeste del río Santa Cruz. Esta primera estructura de iglesia fue erigida para uso de la misión en 1757 en estilo arquitectónico colonial español.
El 3 de febrero de 1768 el rey Carlos III ordenó la expulsión forzosa de los jesuitas del Virreinato de la Nueva España (México colonial) y su regreso a España. Esto se debió a que corrieron rumores dentro del reino español de que los sacerdotes jesuitas habían amasado una fortuna en la península y se estaban volviendo muy poderosos. 
Los franciscanos (que se hicieron cargo de la misión tras la expulsión de los jesuitas) comenzaron a trabajar en 1800 en una empresa ambiciosa: una iglesia que igualaría la gloria barroca fronteriza de la célebre Misión de San Xavier del Bac, no muy lejos al norte. Bajo la dirección de un maestro albañil, un maestro de albanil, un equipo de trabajadores indios y españoles colocó cimientos de adoquines de cinco pies de espesor ese año, pero la construcción se detuvo cuando se agotaron los fondos. Durante los años siguientes, pudieron agregar algunas hileras de ladrillos de adobe, elevando las paredes hasta siete pies. Estos fueron enlucidos por dentro y por fuera y se presionaron puñados decorativos de ladrillo triturado en el yeso húmedo. No fue hasta 1821 que realmente se reanudó el trabajo, gracias al padre Juan Bautista Estelric y al padre Ramón Liberós . A los pocos años la iglesia estuvo casi terminada, aunque el campanario nunca fue rematado con su cúpula 
La misión ahora es parte del Parque Histórico Nacional Tumacácori, que contiene tres secciones separadas. Este sitio de la misión está incluido en el Parque Histórico Nacional Tumacácori que se extiende por 1,5 km2 (360 acres) y está abierto al público todos los días del año.

## Galería

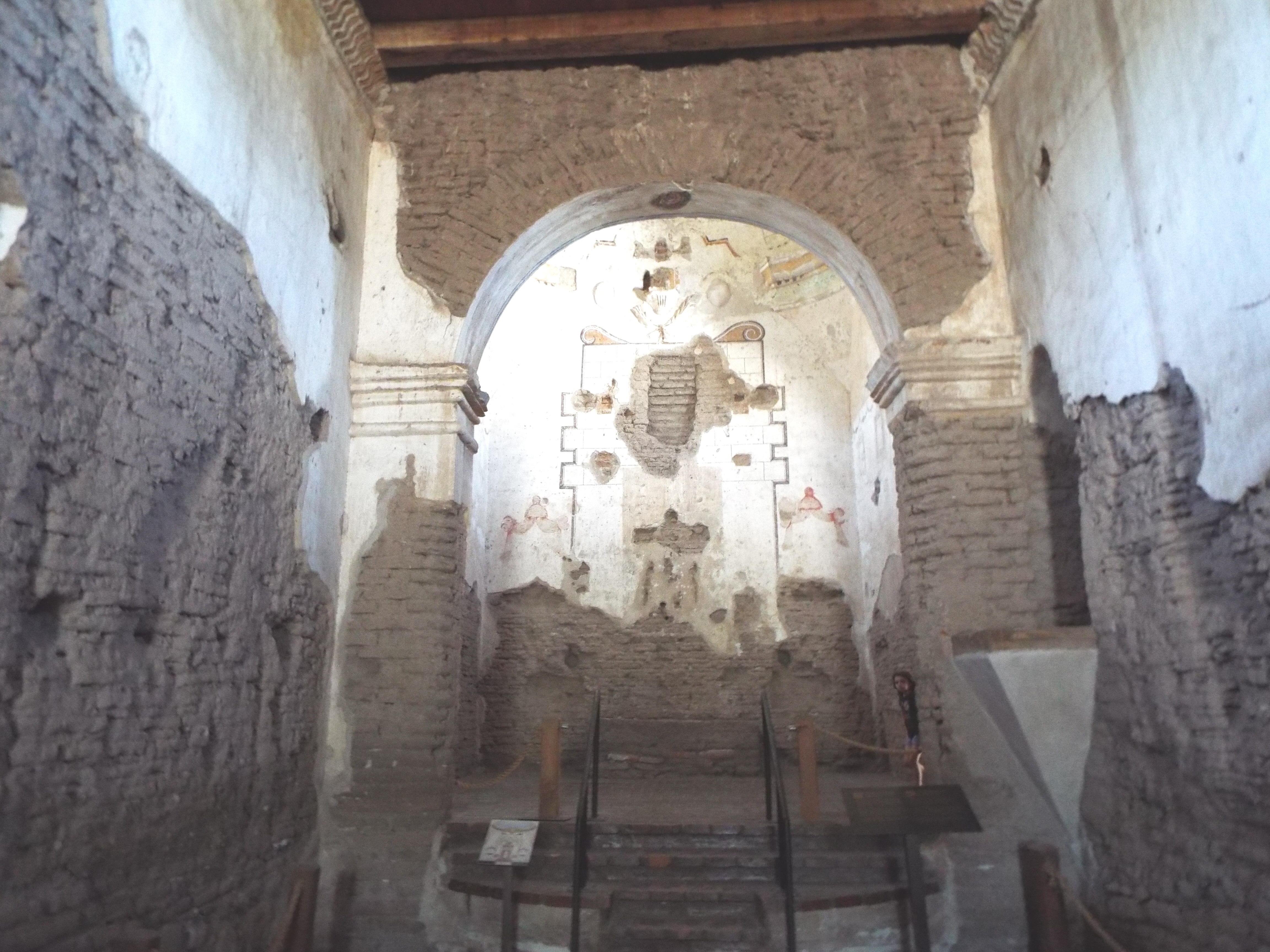
Interior de la misión hoy en día
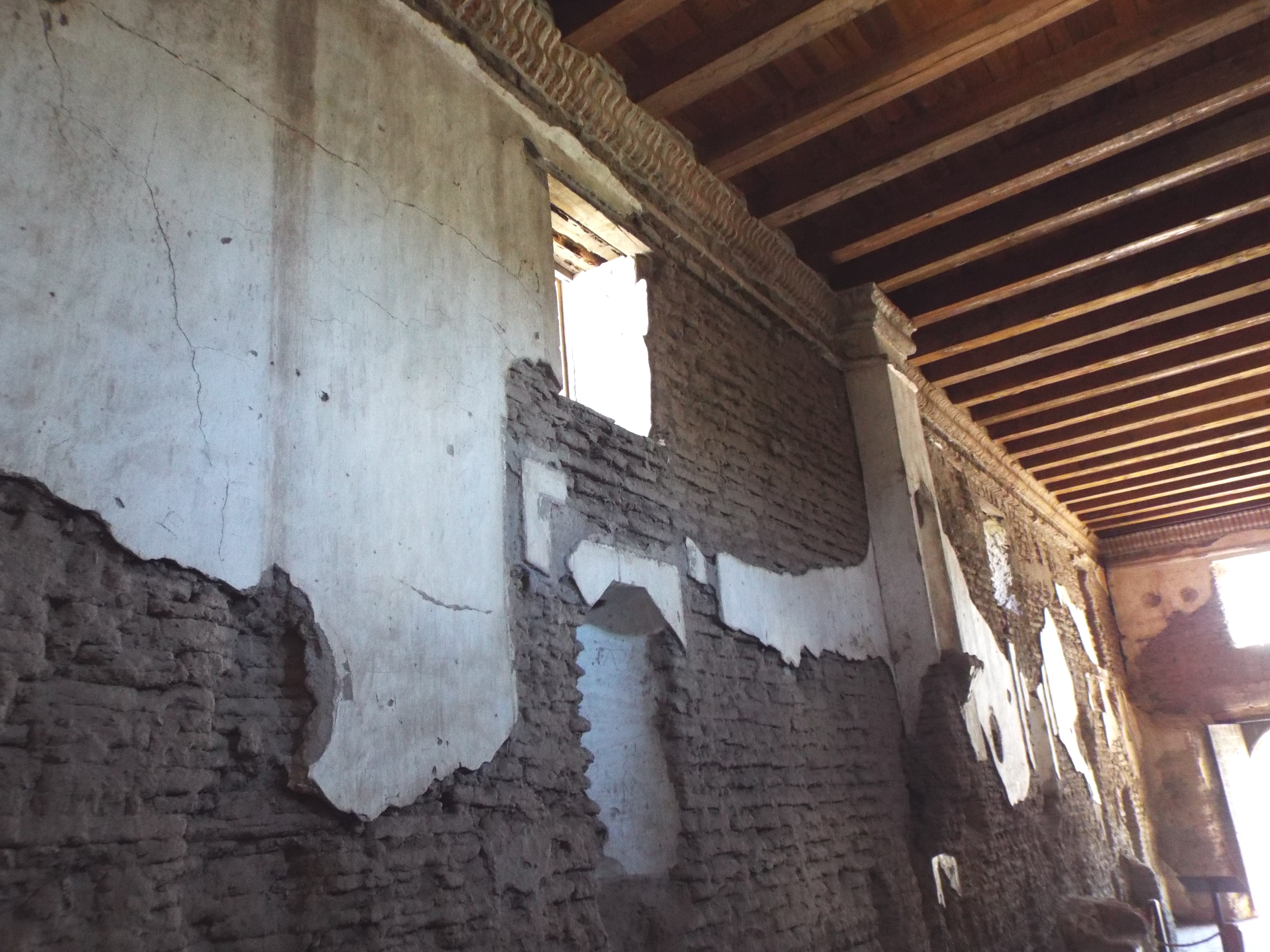
Muro lateral de la misión
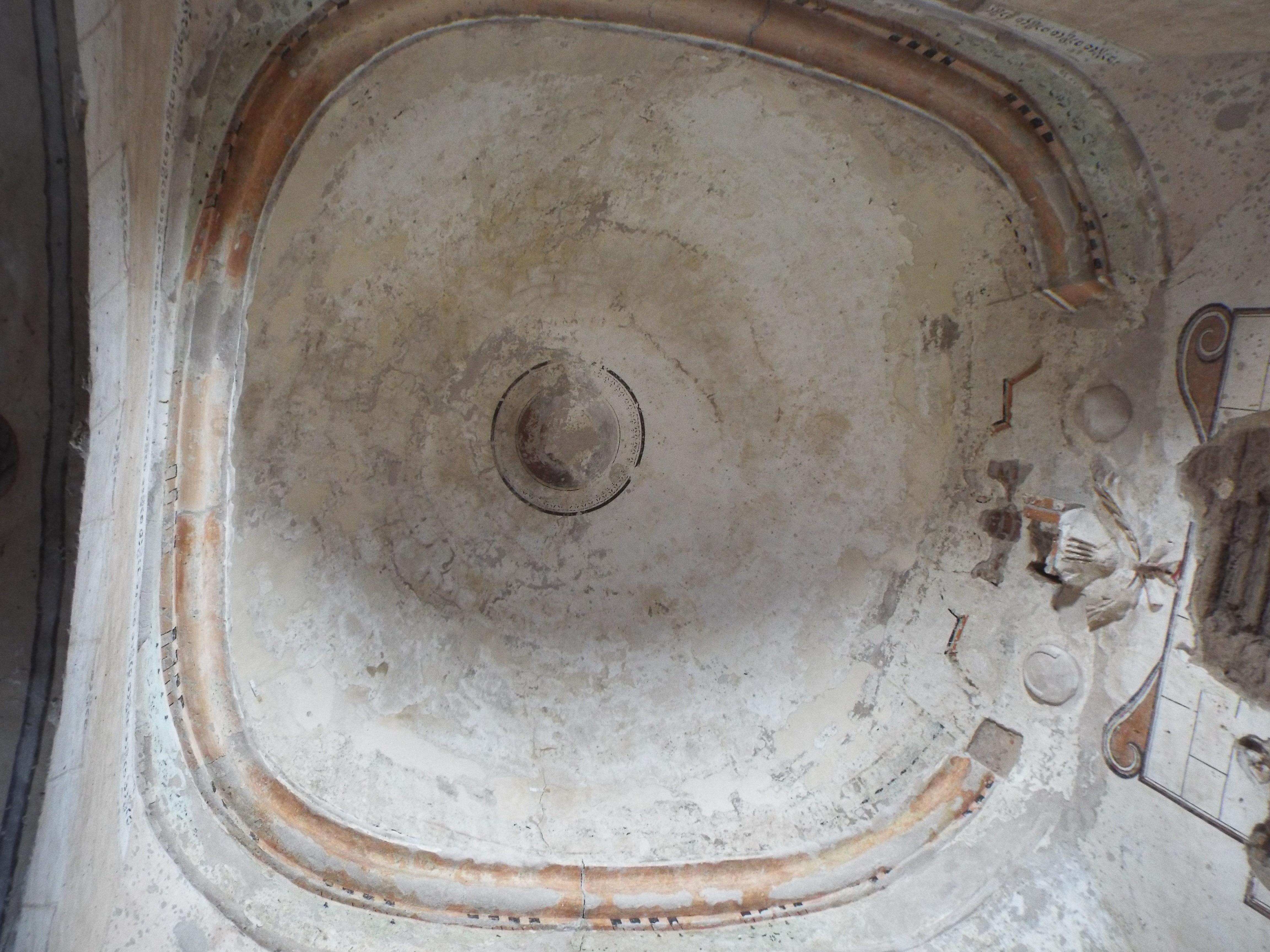
Cúpula de la misión
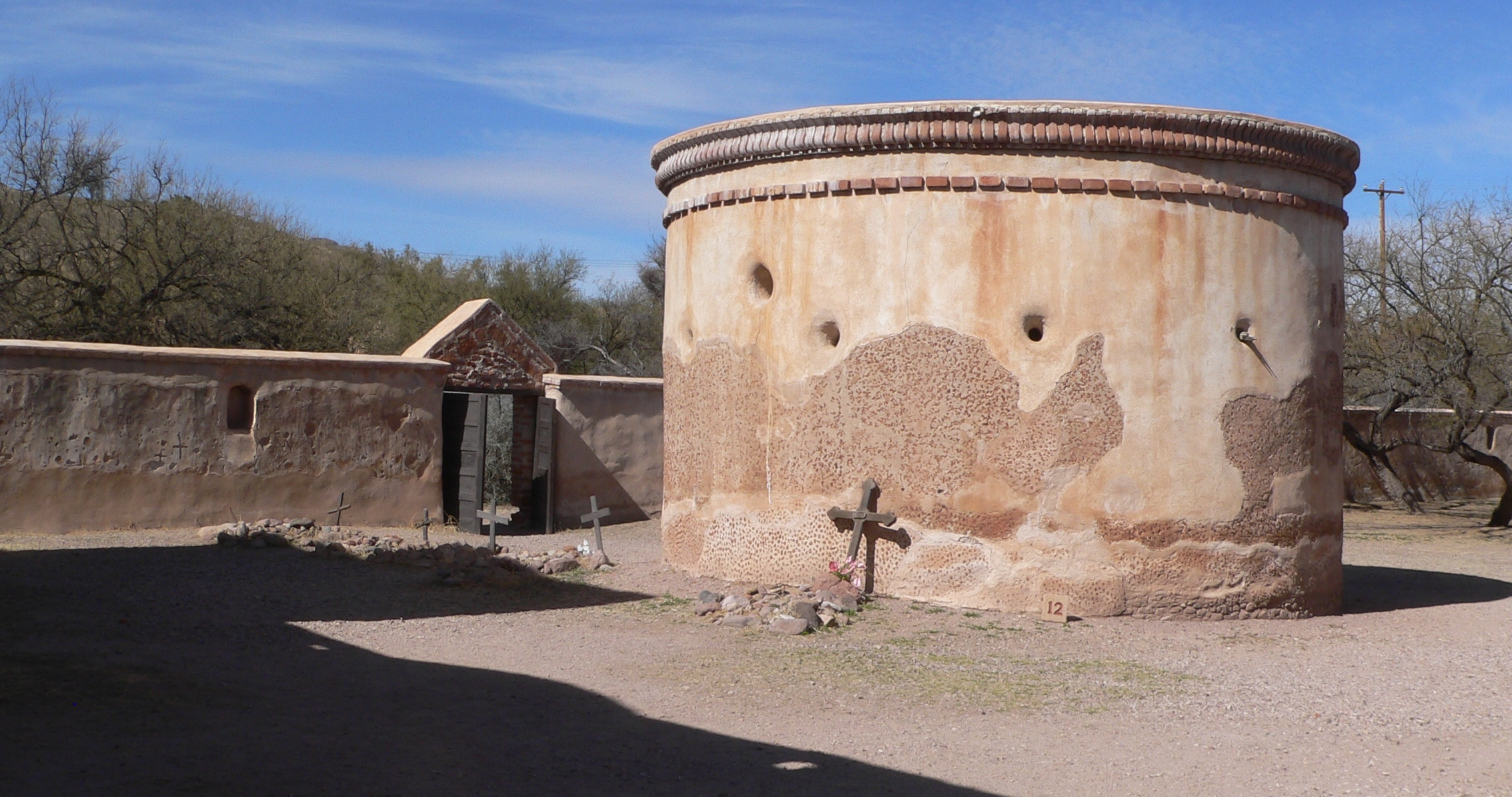
Capilla mortuoria de la misión
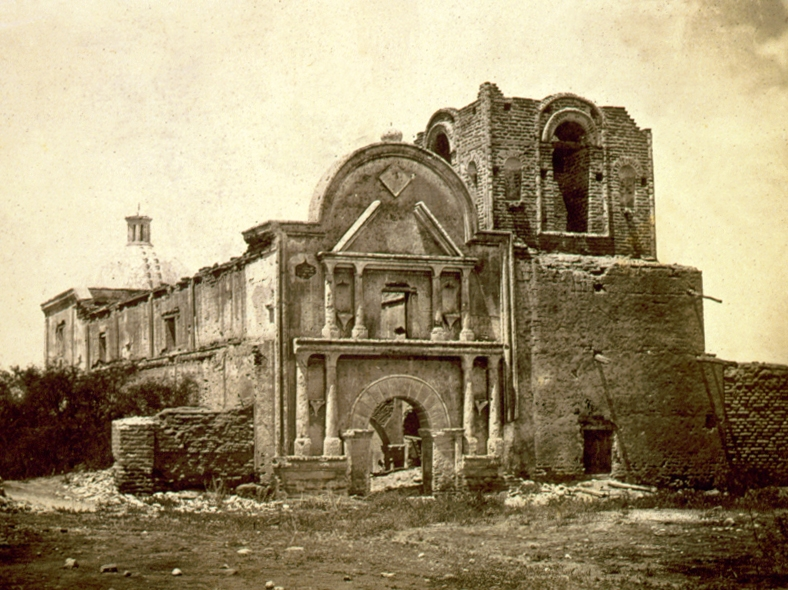
Misión de San José de Tumacácori en 1868